# Daube niçoise
La daube niçoise (doba a la nissarda) est une variante de la daube, consistant à y incorporer des champignons, le plus souvent des cèpes.

## Ingrédients
Outre le bœuf à braiser et le vin rouge, la réalisation de cette daube demande du lard, des tomates, des carottes, des oignons, des gousses d'ail, du céleri, du persil, un bouquet garni, des cèpes, du marc du pays (branda), ainsi que sel, poivre et piment de Cayenne.

## Préparation
Le lard en dés est mis à fondre dans une cocotte, dans laquelle viennent ensuite rissoler oignons, carottes, gousses d’ail, accompagnés du bouquet garni. Aux morceaux de bœuf qui ont été dorés de tous les côtés sont ensuite ajoutés les légumes, le tout étant recouvert par le vin relevé d'un verre de marc, puis salé, poivré et assaisonné du piment. L'ensemble doit mijoter longuement avant que les cèpes soient ajoutés, une demi-heure avant la fin de la cuisson.

## Accord mets/vin
Traditionnellement, ce mets est accompagné d’un vin rouge, tel que le bellet d'origine niçoise.

## Expression locale
« Comment va la daube, belle dame ? » est une expression nissarde qui permet de savoir si la personne en question accepte qu'on lui conte fleurette.